# 보쌈김치
보쌈김치는 무나 배추를 일정한 크기로 썰어서 갖은 양념을 한 것을 넓은 배춧잎으로 싸서 담근 김치이다. 보쌈김치는 주로 이름처럼 보쌈과 함께 먹는다.